# Hans Schmidt (Chemiker)
Hans Karl Gustav Schmidt (* 20. Februar 1886 in Höchst am Main; † 20. April 1959 in Wuppertal-Elberfeld) war ein deutscher Chemiker.

## Leben
Hans Schmidt besuchte das Gymnasium in Höchst am Main und studierte nach dem Abitur 1904 Chemie an der Technischen Hochschule Karlsruhe sowie an den Universitäten München und Straßburg. 1910 wurde Schmidt in Straßburg zum Dr. phil. promoviert und arbeitete anschließend bis 1926 als Chemiker in der Chemischen Fabrik von Heyden in Radebeul. 1920 wurde er an der Technischen Universität Dresden habilitiert und war zunächst bis 1925 Privatdozent an der Universität. Von 1925 bis 1931 wirkte er als außerordentlicher Professor für Sondergebiete der Organischen Chemie mit Berücksichtigung der Arzneimittelsynthese an der Technischen Hochschule Dresden und von 1926 bis 1954 als wissenschaftlicher Mitarbeiter in den Elberfelder Farbenfabriken der Bayer AG in Wuppertal-Elberfeld.
Im Jahr 1945 wurde Hans Schmidt als Mitglied in die Deutsche Akademie der Naturforscher Leopoldina aufgenommen.
1949 wurde er Ehrendoktor (Dr. med. h. c.) der Albert-Ludwigs-Universität Freiburg.

## Schriften
- Die aromatischen Arsenverbindungen. Ihre Chemie nebst einem Überblick über ihre therapeutische Verwendung. Springer, Berlin 1912 Digitalisat
- Über aromatische Antimonverbindungen. I. bis V. In: Justus Liebigs Annalen der Chemie, 421, 2–3, 1920, S. 174–246
- Über aromatische Antimonverbindungen. VI. In: Justus Liebigs Annalen der Chemie. 429, 1, 1922, S. 123–152